# Фиделио
„Фиделио“ (на немски: Fidelio) е единствената опера на германския композитор Лудвиг ван Бетховен. В центъра на сюжета е млада жена, която се преоблича като тъмничар на име Фиделио, за да спаси съпруга си, затворен по политически причини в Испания от XVIII век.
Създаването на операта има сложна и продължителна история. Неин първи вариант в три действия е поставен през 1805 година във Виена по либрето, адаптирано от Йозеф Зонлайтнер от по-ранен френски оригинал на Жан-Никола Буйи. През 1806 година е поставен нов вариант, като либретото е съкратено до две действия от Щефан фон Бройнинг. Окончателната версия, с още преработки на либретото от Георг Фридрих Трайчке, е поставена на 23 май 1814 година в „Кернтнертортеатер“ във Виена. Истинска слава „Фиделио“ си спечелва след постановката през 1822 г., в която ролята на Леонора бива изпълнена от прочутата певица Шрьодер Девриент, тогава само 19-годишна, по-късно прочута изпълнителка на Вагнер.
Операта „Фиделио“ е поставена за пръв път у нас в Софийската народна опера през 1941 г. от диригента Асен Найденов и режисьора Драган Кърджиев.